# Blairgowrie, Skottland
Blairgowrie är en ort i Storbritannien.   Den ligger i kommunen Perth and Kinross och riksdelen Skottland, i den norra delen av landet, 600 km norr om huvudstaden London. Blairgowrie ligger 80 meter över havet och antalet invånare är 8 081.
Terrängen runt Blairgowrie är platt åt sydost, men åt nordväst är den kuperad. Runt Blairgowrie är det ganska tätbefolkat, med 60 invånare per kvadratkilometer. Blairgowrie är det största samhället i trakten. Trakten runt Blairgowrie består till största delen av jordbruksmark.